# 杨家镇 (大竹县)
杨家镇，是中华人民共和国四川省达州市大竹县下辖的一个乡镇级行政单位。該地原屬渠縣。2019年12月，撤销人和乡，将其所属行政区域划归杨家镇管辖。

## 行政区划
杨家镇下辖以下地区：
街道社区、六堰村、太平桥村、龙台村。、安山村、群英村、皂角村、六合村、双江村、狮潭村和石峰村。